# Popis konzula Rimske Republike
Popis konzula Rimske Republike, koji nam se očuvao iz antike, sastavio je rimski polihistor i znanstvenik Marko Terencije Varon (116. ― 27. pr. Kr.) Premda ovaj popis uključuje četiri "diktatorske godine" te sadržava i neke druge specifičnosti, on je ipak danas uglavnom prihvaćen i smatra se vrlo značajnim povijesnim izvorom.
Imena su dana u svom izvornom, latinskom obliku, a legenda za razumijevanje korištenih kratica se na kraju članka

## Šesto stoljeće pr. Kr.
509 Lucius Junius M.f. Brutus, Lucius Tarquinius Collatinus

509 zatim Publius Valerius Volusi f. (= sin Voluzijev) Publicola. (Sp. Lucretius Tricipitinus, koji je bio star i nemoćan, ništa značajno nije se dogodilo tijekom njegovog konzulata), Marcus Horatius M.f. Pulvillus

508 Publius Lucretius T.f. Tricipitinus, Publius Valerius Volusi f. (= sin Voluzijev) Publicola

507 Publius Valerius Volusi f. Publicola III, Marcus Horatius M.f. Pulvillus II

506 Spurius Larcius Rufus (Flavus), Titus Herminius Aquilinus

505 Marcus Valerius Volusi f. (Volusus?), Publius Postumius Q.f. Tubertus

504 Publius Valerius Volusi f. Poplicola IV, Titus Lucretius Tricipitinus II

503 Menenius Agrippa C.f. Lanatus, Publius Postumius Q.f. Tubertus II

502 Opiter Verginius Opit. f. Tricostus, Spurius Cassius Vecellinus (ili Viscellinus)

501 Postumius Cominius Auruncus, Titus Larcius Flavus (ili Rufus)

## Peto stoljeće pr. Kr.
500 Servius Sulpicius P.f. Camarinus (Camerinus) Cornutus, Manius Tullius Longus

499 Titus Aebutius T.f. Helva, Gaius (ili Publius) Veturius (Vetusius) Geminus Cicurinus

498 Quintus Cloelius Siculus, Titus Larcius Flavus (ili Rufus) II

497 Aulus Sempronius Atratinus, Marcus Minucius Augurinus

496 Aulus Postumius P.f. Albus Regillensis, Titus Verginius A.f. Tricostus Caeliomontanus

495 Appius Claudius M.f. Sabinus Regillensis (Inregillensis), Publius Servilius P.f. Priscus Structus. Lartius was named dictator

494 Aulus Verginius A.f. Tricostus Caeliomontanus, Titus Veturius (ili Vetusius) Geminus Cicurinus

493 Postumius Cominius Auruncus II, Spurius Cassius Vecellinus (ili Viscellinus)

492 Titus Geganius Macerinus, Publius Minucius Augurinus

491 Marcus Minucius Augurinus II, Aulus Sempronius Atratinus II

490 Quintus Sulpicius Camerinus Cornutus, Spurius Larcius Flavus (Rufus) II

489 Gaius Iulius Iullus, Publius Pinarius Mamertinus Rufus. (Nema ga kod Livija.)

488 Spurius Nautius Sp.?f. Rutilus, Spurius (Sex.?) Furius (Medullinus ili Fusus?)

487 Titus Sicinius (Sabinus), Caius Aquillius Tuscus

486 Spurius Cassius Vecellinus III, Proculus Verginius Tricostus Rutilus

485 Servius Cornelius Maluginensis (Cossus), Quintus Fabius K.f. Vibulanus

484 Lucius Aemilius Mam.f. Mamercinus (Mamercus), Kaeso (Caeso?) Fabius K.f. Vibulanus

483 Marcus Fabius K.f. Vibulanus, Lucius Valerius M.f. Potitus (Publicola)

482 Quintus Fabius K.f. Vibulanus II, Gaius Iulius C.f. Iullus (II?)

481 Kaeso (Gaius) Fabius K.f. Vibulanus (II?), Spurius Furius Fusus (Fusius)

480 Marcus Fabius K.f. Vibulanus II, Gnaeus Manlius P.f. Cincinnatus

479 Kaeso Fabius K.f. Vibulanus III, Titus Verginius Opet.f. Tricostus Rutilus

478 Lucius Aemilius Man.f. Mamercinus (Mamercus) II, Gaius Servilius Structus Ahala

477 Gaius Horatius M.f. Pulvillus, Titus Menenius Agrippae f. Lanatus

476 Aulus Verginius Tricostus Rutilus, Spurius Servilius (P.f?) Structus

475 Publius Valerius P.f. Poplicola, Caius Nautius Sp.f. Rutilus (ili Rufus)

474 Lucius Furius Medullinus, Aulus Manlius Cn.f. Vulso. (C. Manlius kod Livija)

473 Lucius Aemilius Mam.f. Mamercus III, Vopiscus Iulius C.f. Iullus

472 Lucius Pinarius Mamercinus Rufus, Publius Furius Medullinus Fusus

471 Appius Claudius Ap.f. Crassinus (In)regillensis Sabinus, Titus Quinctius L.f. Capitolinus Barbatus

470 Lucius Valerius M.f. Potitus (Publicola) II, Tiberius Aemilius L.f. Mamercinus (Mamercus)

469 Titus Numicius Priscus, Aulus Verginius (Tricostus) Caeliomontanus

468 Titus Quinctius L.f. Capitolinus Barbatus II, Quintus Servilius (Structus) Priscus

467 Tiberius Aemilius L.f. Mamercinus (Mamercus) II, Quintus Fabius M.f. Vibulanus

466 Quintus Servilius Priscus II, Spurius Postumius A.f. Albus Regillensis

465 Quintus Fabius M.f. Vibulanus II, Titus Quinctius L.f. Capitolinus Barbatus III

464 Aulus Postumius A.f. Albus Regillensis, Spurius Furius Medullinus Fus(i)us

463 Publius Servilius Sp.f. Priscus, Lucius Aebutius T.f. Helva. (Stupili su na dužnost 1. kolovoza, kada je počinjala konzularna godina u to doba. Obojica su ubrzo poginula.)

462 Lucius Lucretius T.f. Tricipitinus, Titus Veturius T.f. Geminus Cicurinus, od avgustovskih ida

461 Publius Volumnius M.f. Amintinus Gallus, Servius Sulpicius Camerinus Cornutus

460 Publius Valerius P.f. Publicola II, Gaius Claudius Ap.f. Inregillensis (Regillensis) Sabinus

459 Quintus Fabius M.f. Vibulanus III, Lucius Cornelius Ser.f. Maluginensis Uritus (Cossus)

458 Caius Nautius Sp.f. Rutilus II, Lucius Minucius P.f. Esquilinus Augurinus

457 Marcus (ili Gaius) Horatius M.f. Pulvillus II, Quintus Minucius P.f. Esquilinus (Augurinus)

456 Marcus Valerius Manii f. Maximus Lactuca, Spurius Verginius A.f. Tricostus Caeliomontanus

455 Titus Romilius T.f. Rocus Vaticanus, Gaius Veturius Cicurinus

454 Spurius Tarpeius M.f. Montanus Capitolinus, Aulus Aternius (Aterius) Varus Fontinalis

453 Sextus Quinctilius. Sex.f. (Varus), Publius Curiatus (Curiatius) Fistus Trigeminus

452 Titus (Gaius) Menenius Agrippae f. Lanatus, Publius Sestius Q.f. Capito (Capitolinus) Vaticanus

451 Appius Claudius Ap.f. Crassus Inregillensis Sabinus II, Titus Genucius L.f. Augurinus

450 Decemviri: Appius Claudius, Marcus Cornelius Maluginensis, Marcus Sergius, Lucius Minucius, Quintus Fabius Vibulanus, Quintus Poetelius, Titus Antonius Merenda, Gaius Duillius, Servius Opius Cornicen, Marcus Rabuleius

449 Lucius Valerius P.f. Potitus, Marcus Horatius Barbatus bili su senatori koji su smjenili s dužnosti prethodne pretore i prve osobe koje su nazvane konzulima

448 Lars (ili Publius) Herminius Coritinesanus (Aquilinus), Titus Verginius Tricostus Caeliomontanus

447 Marcus Geganius M.f. Macerinus, Gaius Iulius (Iullus?)

446 Titus Quinctius L.f. Capitolinus Barbatus IV, Agrippa Furius Fusus

445 Marcus Genucius Augurinus, Gaius (ili Agrippa) Curtius Philo

444 Konzularni tribuni (Tribuni Militares Consulari Potestate) tijekom tri mjeseca, zatim Lucius Papirius Mugillanus i Lucius Sempronius A.f. Atratinus konzuli u kratkom periodu

443 Marcus Geganius M.f. Macerinus II, Titus Quinctius Capitolinus Barbatus V

442 Marcus Fabius Q.f. Vibulanus, Postumius Aebutius Helva Cornicen

441 Gaius (Quintus) Furius Pacilus Fusus, Manius Papirius Crassus

440 Proculus Geganius Macerinus, Lucius (Titus) Menenius Agrippae Lanatus II

439 Agrippa Menenius T.f. Lanatus, Titus Quinctius L.f. Capitolinus Barbatus VI

438 Konzularni tribuni (Trojicu spominje Livije u IV, 16.)

437 Marcus Geganius M.f. Macerinus III, Lucius Sergius L.f. Fidenas

436 Lucius Papirius Crassus, Marcus Cornelius Maluginensis

435 Gaius Iulius Iullus II, Lucius (ili Gaius) Verginius Tricostus

434 Konzularni tribuni: Gaius Iulius (Iullus?) III, Lucius Verginius Tricostus II

433 Konzularni tribuni tijekom dve godine

432 Konzularni tribuni

431 Titus Quinctius L.f. Poenus Cincinnatus, Gaius (ili Gnaeus) Iulius Mento

430 Lucius (ili Gaius) Papirius Crassus, Lucius Iulius Vop.f. Iullus

429 Hostus Lucretius Tricipitinus, Lucius Sergius C.f. Fidenas II

428 Aulus Cornelius M.f. Cossus, Titus Quinctius L.f. Poenus Cincinnatus II

427 Gaius Servilius Structus Ahala, Lucius Papirius L.f. Mugillanus (II)

426 Konzularni tribuni tijekom tri godine do 424. st. e. Prvi tribun bio je Titus Quinctius Poenus

425 Konzularni tribuni

425 Konzularni tribuni

423 Gaius Sempronius Atratinus, Quintus Fabius Q.f. Vibulanus

422 Konzularni tribuni

421 Gnaeus (ili Marcus) Fabius Vibulanus, Titus Quinctius T.f. Capitolinus Barbatus

420 Konzularni tribuni: Lucius Quinctius Cincinnatus III, Lucius Furius Medulinus II, Marcus Manlius, Aulus Sempronius Atratinus ("Alvatinus" četiri godine poslije)

419 Konzularni tribuni: Agrippa Memenius Lanatus, Publius Lucretius Tricipitinus, Spurius Nautius Rutilus

418 Konzularni tribuni: Lucius Sergius Fidenas, Marcus Papirius Mugillanus, Gaius Servilius Priscus 

417 Konzularni tribuni: Agrippa Menenius Lanatus II, Lucius Servilius Structus II, Publius Lucretius Tricipitinus II, Spurius Rutilius Crassus

416 Konzularni tribuni: Aulus Sempronius Alvatinus III, Marcus Papirius Mugillanus II, Spurius Nautius Rutilus

415 Konzularni tribuni: Publius Cornelius Cossus, Gaius Valerius Potitus, Quintus Quinctius Cincinnatus, Numerius Fabius Vibulanus

414 Konzularni tribuni: Gaius Cornelius Cossus, Lucius Valerius Potitus, Lucius Fabius Vibulanus II, Marcus Postumius Regillensis

413 Aulus Marcus Cornelius Cossus, Lucius Furius L.f. Medullinus

412 Quintus Fabius Ambustus Vibulanus, Gaius Furius Pacilus

411 Lucius Papirius L.f. Mugillanus (Atratinus), Spurius (ili Gaius) Nautius Sp.f. Rutilus

410 Manius Aemilius Mam.f. Mamercinus, Gaius Valerius L.f. Potitus Volusus

409 Gnaeus Cornelius A.f. Cossus, Lucius Furius L.f. Medullinus II

408 Konzularni tribuni tijekom 15 godina. (Marcus Furius Camillus bio je jedan od tribuna 389 st. e.)

407 Konzularni tribuni

406 Konzularni tribuni

405 Konzularni tribuni

404 Konzularni tribuni

403 Konzularni tribuni

402 Konzularni tribuni

401 Konzularni tribuni

400 Konzularni tribuni

## Četvrto stoljeće pr. Kr.
399 Konzularni tribuni

398 Konzularni tribuni

397 Konzularni tribuni

396 Konzularni tribuni

395 Konzularni tribuni

394 Konzularni tribuni i diktator Marcus Furius Camillus (?)

393 Lucius Valerius L.f. Potitus, Publius? (ili Servius) Cornelius Maluginensis. Consules suffecti: Lucius Lucretius Tricipitinus Flavus. Servius Sulpicius Q.f. Camerinus

392 Lucius Valerius L.f. Potitus, Publius? (ili Servius) Cornelius Maluginensis. Consules suffecti: Lucius Lucretius Tricipitinus Flavus. Servius Sulpicius Q.f. Camerinus

391 Konzularni tribuni

390 Lucius Valerius L.f. Potitus II, Marcus Manlius T.f. (poslije nazvan Capitolinus) / Konzularni tribuni zamijenili su prethodne konzule 1. srpnja: Lucius Lucretius, Servius Sulpicius, Marcus Aemilius, Lucius Furius Medulinus VII, Agrippa Furius, Gaius Aemilius II

389 Konzularni tribuni

388 Diktator Marcus Furius Camillus, interrex drugi put, imenovani za tribune s konzulskom vlašću Lucius Valerius Publicola II, Lucius Virginius, Publius Cornelius, Aulus Manlius, Lucius Aemilius, Lucius Postumius

387 Konzularni tribuni: Titus Quinctius Cincinnatus, Quintus Servilius Fidenas V, Lucius Julius Iullus, Lucius Aquilius Corvus, Lucius Lucretius Trecipitinus, Servius Sulpicius Rufus

386 Konzularni tribuni: Lucius Papirius, Gaius Cornelius, Gaius Sergius, Lucius Aemilius II, Lucius Menenius, Lucius Publicola III

385 Diktator Marcus Furius Camillus, Konzularni tribuni Servius Cornelius Maluginensis, Quintus Servilius Fidenas VI, Lucius Quinctius Cincinnatus (II?), Lucius Horatius, Titus Valerius (do 382. st. e.)

381 Konzularni tribuni: Servius Cornelius Maluginensis IV, Quintus Servilius, Servius Sulpicius, Lucius Aemilius IV

380 Diktator Marcus Furius Camillus VII, Consular Tribunes Aulus i Lucius Postumius Regilus, Lucius Furius, Lucius Lucretius, Marcus Fabius Ambustus

379 Konzularni tribuni: Lucius Valerius V, Publius Valerius III, Gaius Sergius III, Lucius Menenius II, Spurius Papirius, Servius Cornelius Maluginensis

378 Publius i Gaius Manlius, Lucius Julius. Konzularni tribuni Gaius Sextilius, Marcus Albinius, Lucius Antiscius, patriciji i plebejci u istom razmeru

377 Konzularni tribuni: Spurius Furius, Lucius Servilius II, Gaius Licinius, Publius Claelius, Marcus Horatius, Lucius Geganius

376 Konzularni tribuni: Lucius Aemilius, Publius Valerius IV, Gaius Veturius Servius Sulpicius, Lucius i Gaius Quinctius Cincinnatus

375 Konzularni tribuni: Gaius Licinius (Calvus) Stolo, Lucius Sextius

374 Konzularni tribuni: Lucius Furius, Aulus Manlius, Servius Sulpicius, Servius Cornelius, Publius i Gaius Valerius

373 Konzularni tribuni: Quintus Servilius, Gaius Veturius, Aulus i Marcus Cornelius, Quintus Quinctius, Marcus Fabius

372 Konzularni tribuni: Quinctius, Servius Cornelius, Servius Sulpicius, Lucius Papirius, Lucius Veturius

371 Konzularni tribuni: Gaius Licinius (Calvus) Stolo, Lucius Sextius (Konzularni tribuni ostaju na dužnosti još četiri godine)

370 Konzularni tribuni: Gaius Licinius (Calvus) Stolo, Lucius Sextius

369 Konzularni tribuni: Gaius Licinius (Calvus) Stolo, Lucius Sextius

368 Konzularni tribuni: Gaius Licinius (Calvus) Stolo, Lucius Sextius

367 Konzularni tribuni: Gaius Licinius (Calvus) Stolo, Lucius Sextius

366 (Konzulat ponovo upostavljen po zakonu nazvanom Lex Licinia Sextia) Lucius ('ili' Marcus) Aemilius L.f. Mamercinus (Mamercus), Lucius Sextius

365 Lucius Genucius M.f. Aventinensis, Quintus Servilius Q.f. Ahala

364 C.Sulpicius M.f. Peticus (diktator, osvajač plemena Boja), Gaius Licinius (Calvus) Stolo

363 Gnaeus Genucius M.f. Aventinensis II, Lucius Aemilius Mamercinus II

362 Lucius Genucius M.f. Aventinensis II, Quintus Servilius Q.f. Ahala II

361 Gaius Licinius (Calvus) Stolo, Gaius Sulpicius Peticus II

360 Marcus Fabius N.f. Ambustus, Gaius Poetelius C.f. Libo Visolus

359 Marcus Popillius M.f. Laenas, Gnaeus Manlius L.f. Capitolinus Imperiosus I

358 Gaius Fabius N.f. Ambustus, Gaius Plautius P.f. Proculus

357 Gaius Marcius L.f. Rutilus, Gnaeus Manlius L.f. Capitolinus Imperiosus II

356 Marcus Fabius Ambustus II, Marcus Popillius Laenas II

355 Gaius Sulpicius M.f. Peticus III, Marcus Valerius L.f. Poplicola

354 Marcus Fabius N.f. Ambustus III, Titus Quinctius Poenus Capitolinus Crispinus

353 Gaius Sulpicius M.f. Peticus IV, Marcus Valerius L.f. Poplicola II

352 Publius Valerius P.f. Poplicola, Gaius Marcius L.f. Rutilus II

351 Gaius Sulpicius M.f. Peticus V, Titus Quinctius Poenus Capitolinus Crispinus (Caius ili Cacso) II

350 Marcus Popillius M.f. Laenas III, Lucius Cornelius P.f. Scipio

349 Lucius Furius M.f. Camillus, Appius Claudius P.f. Crassus Inregillensis

348 Marcus Valerius M.f. Corvus, Marcus Popillius Laenas IV

347 Gaius Plautius Vennox (ili Venno) Hypsaeo, Titus Manlius L.f. Imperiosus Torquatus I

346 Marcus Valerius M.f. Corvus II, Gaius Poetelius C.f. Libo Visolus II

345 Marcus Fabius Dorsuo, Servius Sulpicius Camerinus Rufus

344 Gaius Marcius L.f. Rutilus III, Titus Manlius L.f. Imperiosus Torquatus II

343 Marcus Valerius M.f. Corvus III, Aulus Cornelius P.f. Cossus Arvina

342 Quintus Servilius Q.f. Ahala III, Gaius Marcius L.f. Rutilus IV

341 Gaius Plautius Venox (Venno) II, Lucius Aemilius Mamercinus Privernas

340 Titus Manlius L.f. Imperiosus Torquatus III, Publius Decius Q.f. Mus

339 Tiberius Aemilius Mamercinus, Quintus Publilius Q.f. Philo I

338 Lucius Furius Sp.f. Camillus, Gaius Maenius P.f

337 Gaius Sulpicius Ser.f. Longus, Publius Aelius Paetus

336 Lucius Papirius L.f. Crassus, Kaeso (Gaius) Duillius

335 Marcus Atilius Regulus Calenus, Marcus Valerius M.f. Corvus IV

334 Spurius Postumius Albinus (Caudinus) I, Titus Veturius Calvinus I

333 Prva diktatorska godina

332 Gnaeus Domitius Cn.f. Calvinus, Aulus Cornelius P.f. Cossus Arvina II

331 Gaius Valerius L.f. Potitus (Flacus), Marcus Claudius C.f. Marcellus

330 Lucius Papirius L.f. Crassus, Lucius Plautius L.f. L.n. Venno

329 Lucius Aemilius L.f. Mamercinus Privernas II, Gaius Plautius P.f. Decianus

328 Lucius Papirius L.f. Crassus II, Lucius Plautius L.f. Venox (Venno)

326 Publius Plautius Proculus, Publius Cornelius Scapula

327 Lucius Cornelius Lentulus, Quintus Publilius Q.f. Philo II

326 Gaius Poetelius C.f. Q.n. Libo Visolus, Lucius Papirius Sp.f. L.n. Cursor

325 Lucius Furius Sp.f. Camillus II, Decimus Iunius Brutus Scaeva

324 Druga diktatorska godina

323 Gaius Sulpicius Ser.f. Longus II, Quintus Aemilius (Aulius) Q.f. Cerretanus

322 Quintus Fabius Maximus Rullianus, Lucius Fulvius L.f. Curvus

321 Titus Veturius Calvinus II, Spurius Postumius Albinus (Caudinus) II

320 Lucius Papirius Sp.f. Cursor II, Quintus Publilius Q.f. Philo III

319 Lucius Papirius Sp.f. Cursor III, Quintus Aulius Q.f. Cerretanus II

318 Lucius Plautius L.f. Venox (Venno), Marcus Foslius (Folius) C.f. Flaccinator

317 Quintus Aemilius Q.f. Barbula, Caius Iunius C.f. Bubulcus Brutus

316 Spurius Nautius Sp.f. Rutilus, Marcus Popillius M.f. Laenas

315 Lucius Papirius Sp.f. Cursor IV, Quintus Publilius Q.f. Philo IV

314 Marcus Poetelius M.f. Libo, Gaius Sulpicius Ser.f. Longus III

313 Lucius Papirius Sp.f. Cursor V, Caius Iunius C.f. Bubulcus Brutus II

312 Marcus Valerius M.f. Maximus Corrinus, Publius Decius P.f. Mus

311 Gaius Iunius C.f. Bubulcus Brutus III, Quintus Aemilius Q.f. Barbula II

310 Quintus Fabius Maximus Rullianus II, Gaius Marcius C.f. Rutilus (Censorinus)

309 Treća diktatorska godina

308 Publius Decius P.f. Mus II, Quintus Fabius Maximus Rullianus III

307 Appius Claudius C.f. Caecus, Lucius Volumnius C.f. Flamma Violens

306 Quintus Marcius Q.f. Tremulus, Publius Cornelius A.f. Arvina

305 Lucius Postumius L.f. Megellus I, Tiberius Minucius M.f. Augurinus. Consul suffectus: Marcus Fulvius L.f. Curvus Paetinus

304 Publius Sempronius P.f. Sophus, Publius Sulpicius Ser.f. Saverrio

303 Servius Cornelius Cn.f. Lentulus, Lucius Genucius Aventinensis

302 Marcus Livius Denter, Marcus Aemilius L.f.Paullus

301 Četvrta diktatorska godina

## Treće stoljeće pr. Kr.
300 Marcus Valerius M.f. Corvus V, Quintus Appuleius Pansa

299 Marcus Fulvius Cn.f. Paetinus, Titus Manlius T.f. Torquatus, Consul suffectus: Marcus Valerius M.f. Corvus VI

298 Lucius Cornelius Cn.f. Scipio Barbatus, Gnaeus Fulvius Cn.f. Maximus Centumalus

297 Quintus Fabius Maximus Rullianus IV, Publius Decius P.f. Mus III

296 Appius Claudius C.f. Caecus II, Lucius Volumnius C.f. Flamma Violens II.

295 Quintus Fabius Maximus Rullianus V, Publius Decius P.f. Mus IV

294 Lucius Postumius L.f. Megellus II, koji je opzvan, Marcus Atilius M.f. Regulus

293 Lucius Papirius L.f. Cursor, Spurius Carvilius C.f. Maximus

292 Quintus Fabius Q.f. Maximus Gurges, Decimus Iunius D.f. Brutus Scaeva

291 Lucius Postumius L.f. Megellus III, Gaius Iunius C.f. Bubulcus Brutus

290 Manius Curius Dentatus I, Publius Cornelius Cn.f. Rufinus

289 Marcus Valerius M.f. Maximus Corvinus II, Quintus Caedicius Q.f. Noctua

288 Quintus Marcius Q.f. Tremulus II, Publius Cornelius A.f. Arvina II

287 Marcus Claudius M.f. Marcellus, Gaius Nautius Rutilus

286 Marcus Valerius Maximus (Potitus?), Gaius Aelius Paetus

285 Gaius Claudius M.f. Canina, Marcus Aemilius Lepidus

284 Gaius Servilius Tucca, Lucius Caecilius (Caelius) Metellus Denter, Consul suffectus: Manius Curius Dentatus

283 Publius Cornelius Dolabella, Gnaeus Domitius Cn.f. Calvinus Maximus

282 Gaius Fabricius Luscinus, Quintus Aemilius Cn.f. Papus (Papirius)

281 Lucius Aemilius Q.f. Barbula, Quintus Marcius Q.f. Philippus

280 Publius Valerius Laevinus, Tiberius Coruncanius

279 Publius Sulpicius P.f. Saverrio, Publius Decius P.f. Mus

278 Gaius Fabricius Luscinus II, Quintus Aemilius Cn.f. Papus II

277 Publius Cornelius Cn.f. Rufinus II, Gaius Iunius C.f. Bubulcus Brutus I

276 Quintus Fabius Q.f. Maximus Gurges II, Gaius Genucius L.f. Clepsina

275 Manius Curius Dentatus II, Cornelius Ti.f Lentulus Caudinus

274 Manius Curius Dentatus III, Servius Cornelius P.f. Merenda

273 Gaius Fabius M.f. Dorso Licinus, Gaius Claudius M.f. Canina II

272 Lucius Papirius L.f. Cursor II, Spurius Carvilius C.f. Maximus II

271 Gaius (ili Kaeso) Quinctius L.f. Claudus, Lucius Genucius L.f. Clepsina

270 Gaius Genucius L.f. Clepsina II, Gnaeus Cornelius P.f. Blasio

269 Quintus Ogulnius L.f. Gallus, Gaius Fabius C.f. Pictor

268 Publius Sempronius P.f. Sophus, Appius Claudius Ap.f. Russus

267 Marcus Atilius Regulus, Lucius Iulius L.f. Libo

266 Decimus Iunius D.f. Pera, Numerius Fabius C.f. Pictor

265 Quintus Fabius Q.f. Maximus Gurges, Lucius Mamilius Q.f. Vitulus

264 Appius Claudius C.f. Caudex, Marcus Fulvius Q.f. Flaccus

263 Manius Otacilius C.f. Crassus, Manius Valerius M.f. Maximus (Messalla)

262 Lucius Postumius (Albinus) L.f. Megellus, Quintus Mamilius Q.f. Vitulus

261 Lucius Valerius M.f. Flaccus, Tiberius Otacilius C.f. Crassus

260 Gnaeus Cornelius Scipio Asina, Gaius Duilius

259 Lucius Cornelius Scipio, Caius Aquillius M.f. Florus

258 Aulus Atilius A.f. Calatinus, Gaius Sulpicius Q.f. Paterculus

257 Gaius Atilius M.f. Regulus, Gnaeus Cornelius P.f. Blasio II

256 Lucius Manlius A.f. Vulso Longus I, Quintus Caedicius Q.f. Consul suffectus: Marcus Atilius Regulus II

255 Marcus Aemilius M.f. Paullus, Servius Fulvius M.f. Paetinus Nobilior

254 Gnaeus Cornelius Scipio Asina II, Aulus Atilius A.f. Calatinus II

253 Gnaeus Servilius Cn.f. Caepio, Gaius Sempronius Ti.f. Blaesus

252 Gaius Aurelius L.f. Cotta, Publius Servilius Q.f. Geminus

251 Lucius Caecilius L.f. Metellus I, Gaius Furius Pacilus

250 Gaius Atilius M.f. Regulus II, Lucius Manlius A.f. Vulso Longus II

249 Publius Claudius Pulcher, Lucius Iunius C.f. Pullus

248 Gaius Aurelius L.f. Cotta II, Publius Servilius Q.f. Geminus II

247 Lucius Caecilius L.f. Metellus II, Numerius (Marcus) Fabius M.f. Buteo

246 Manius Otacilius C.f. Crassus II, Marcus Fabius C.f. Licinus

245 Marcus Fabius M.f. Buteo, Gaius Atilius A.f. Bulbus

244 Aulus Manlius T.f. Torquatus Atticus I, Gaius Sempronius Ti.f. Blaesus II

243 Gaius Fundanius C.f. Fundulus, Gaius Sulpicius C.f. Galus

242 Gaius Lutatius C.f. Catulus, Aulus Postumius A.f. Albinus

241 Aulus Manlius Titus f. Torquatus Atticus II, Quintus Lutatius Catulus f. Cerco

240 Gaius Claudius Ap.f. (Caeci f.? = Cekov sin) Centho, Marcus Sempronius C.f. Tuditanus

239 Gaius Mamilius Q.f. Turrinus, Quintus Valerius Q.f. Falto

238 Tiberius Sempronius Ti.f. Gracchus, Pub. Valerius Q.f. Falto

237 Lucius Cornelius L.f. Lentulus Caudinus, Quintus Fulvius M.f. Flaccus

236 Publius Cornelius L.f. Lentulus Caudinus, Gaius Licinius P.f. Varus

235 Titus Manlius T.f. Torquatus I, Gaius Atilius A.f. Bulbus II

234 Lucius Postumius A.f. Albinus, Spurius Carvilius Sp.f. Maximus (Ruga)

233 Quintus Fabius Q.f. Maximus Verrucosus I, M' Pomponius M.f. Matho

232 Marcus Aemilius M.f. Lepidus, Marcus Publicius L.f. Malleolus

231 Marcus Pomponius M'.f. Matho, Gaius Papirius C.f. Maso

230 Marcus Aemilius L.f. Barbula, Marcus Iunius D.f. Pera

229 Lucius Postumius A.f. Albinus II, Gnaeus Fulvius Cn.f. Centumalus,

228 Spurius Carvilius Sp.f. Maximus II, Quintus Fabius Q.f. Maximus Verrucosus II

227 Publius Valerius L.f. Flaccus, Marcus Atilius Regulus|Marcus Atilius M.f. Regulus

226 Marcus Valerius M'.f. Maximus Messala, Lucius Apustius L.f. Fullo

225 Lucius Aemilius Q.f. Papirius ili Pappus, Gaius (Caius) Atilius M.f. Regulus

224 Titus Manlius T.f. Torquatus II, Quintus Fulvius M.f. Flaccus II

223 Gaius Flaminius C.f. (pobednik nad Galima), Publius Furius Sp.f. Philus

222 Gnaeus Cornelius Scipio Calvus, Marcus Claudius M.f. Marcellus I

221 Publius Cornelius Cn.f. Scipio Asina, Marcus Minucius C.f. Rufus, Consul suffectus: Marcus Aemilius M.f. Lepidus II

220 Marcus Valerius P.f. Laevinus I, Quintus Mucius P.f. Scaevola. Consules suffecti(?): Lucius Veturius L.f. Philo, Gaius Lutatius Catulus

219 Lucius Aemilius M.f. Paulus, Marcus Livius M.f. Salinator

218 Publius Cornelius L.f. Scipio, Titus Sempronius C.f. Longus

217 Gaius Servilius P.f. Geminus, Gaius Flaminius C.f. II. Consul suffectus: Marcus Atilius M.f. Regulus II

216 Lucius Aemilius Paullus II, Gaius Terentius C.f. Varro

215 Tiberius Sempronius Ti.f. Gracchus, Lucius Postumius A.f. Albinus III. Consules suffecti: Marcus Claudius M.f. Marcellus II dao ostavku, Quintus Fabius Q.f. Maximus Verrucosus III

214 Quintus Fabius Q.f. Maximus Verrucosus IV, Marcus Claudius M.f. Marcellus III

213 Quintus Fabius Q.f. Maximus, Tiberius Sempronius Ti.f. Gracchus II

212 Appius Claudius P.f. Pulcher, Quintus Fulvius M.f. Flaccus III

211 Publius Sulpicius Ser.f. Galba Maximus I, Gnaeus Fulvius Cn.f. Centunalus (Centumalus) Maximus

210 Marcus Valerius P.f. Laevinus II, Marcus Claudius M.f. Marcellus IV

209 Quintus Fabius Q.f. Maximus Verrucosus V, Quintus Fulvius M.f. Flaccus IV

208 Marcus Claudius M.f. Marcellus V, Titus Quinctius L.f. Crispinus

207 Gaius Claudius Ti.f. Nero, Marcus Livius M.f. Salinator II

206 Quintus Caecilius L.f. Metellus, Lucius Veturius L.f. Philo

205 Publius Cornelius Scipio (Africanus), Publius Licinius P.f. Crassus Dives

204 Marcus Cornelius M.f. Cethegus, Publius Sempronius C.f. Tuditanus

203 Gnaeus Servilius Cn.f. Caepio, Gaius Servilius C.f. Geminus

202 Tiberius Claudius P.f. Nero, Marcus Servilius C.f. Pulex Geminus

201 Gnaeus Cornelius L.f. Lentulus, Publius Aelius Q.f. Paetus

## Drugo stoljeće pr. Kr.
200 Publius Sulpicius Ser.f. Galba Maximus II, Gaius Aurelius C.f. Cotta

199 Lucius Cornelius L.f. Lentulus, Publius Villius Ti.f. Tappulus

198 Titus Quinctius T.f. Flamininus, Sextus Aelius Q.f. Paetus Catus

197 Gaius Cornelius L.f. Cethegus, Quintus Minucius C.f. Rufus

196 Lucius Furius Sp.f. Purpureo, Marcus Claudius M.f. Marcellus

195 Marcus Porcius M.f. Cato, Lucius Valerius P.f. Flaccus

194 Publius Cornelius P.f. Scipio Africanus II, Tiberius Sempronius Ti.f. Longus

193 Lucius Cornelius L.f. Merula, Aulus Minucius Q.f. Thermus

192 Lucius Quinctius T.f. Flamininus, Gnaeus Domitius L.f. Ahenobarbus

191 Manius Acilius C.f. Glabrio, Publius Cornelius Cn.f. Scipio Nasica

190 Lucius Cornelius P.f. Scipio (Asiaticus), Gaius Laelius C.f

189 Gnaeus Manlius Cn.f. Vulso, Marcus Fulvius M.f. Nobilior

188 Gaius Livius M.f. Salinator, Marcus Valerius M.f. Messalla

187 Marcus Aemilius M.f. Lepidus I, Gaius Flaminius C.f.

186 Spurius Postumius L.f. Albinus, Quintus Marcius L.f. Philippus I

185 Appius Claudius Ap.f. Pulcher, Marcus Sempronius M.f. Tuditanus

184 Publius Claudius Ap.f. Pulcher, Lucius Porcius L.f. Licinus

183 Quintus Fabius Q.f. Labeo, Marcus Claudius M.f. Marcellus

182 Lucius Aemilius L.f. Paullus, Gnaeus Baebius Q.f. Tamphilus

181 Publius Cornelius L.f. Cethegus, Marcus Baebius Q.f. Tamphilus

180 Aulus Postumius A.f. Albinus (Luscus), Gaius Calpurnius C.f. Piso. Consul suffectus: Quintus Fulvius Cn.f. Flaccus

179 Lucius Manlius L.f. Acidinus Fulvianus, Quintus Fulvius Q.f. Flaccus

178 Marcus Iunius M.f. Brutus, Aulus Manlius Cn.f. Vulso

177 Gaius Claudius Ap.f. Pulcher, Tiberius Sempronius P.f. Gracchus

176 Gnaeus Cornelius Cn.f. Scipio Hispallus, Quintus Petillius. Consul suffectus: Gaius Valerius M.f. Laevinus

175 Publius Mucius Q.f. Scaevola, Marcus Aemilius M.f. Lepidus II

174 Spurius Postumius A.f. Albinus Paullulus, Quintus Mucius Q.f. Scaevola

173 Lucius Postumius A.f. Albinus, Marcus Popillius P.f. Laenas

172 Gaius Popillius P.f. Laenas I, Publius Aelius P.f. Ligus

171 Publius Licinius C.f. Crassus, Gaius Cassius C.f. Longinus

170 Aulus Hostilius L.f. Mancinus, Aulus Atilius C.f. Serranus

169 Quintus Marcius L.f. Philippus II, Gnaeus Servilius Cn.f. Caepio

168 Lucius Aemilius L.f. Paullus II, Gaius Licinius C.f. Crassus

167 Quintus Aelius Paetus, Marcus Junius Pennus

166 Gaius Sulpicius Galba, Marcus Claudius Marcellus I

165 Tiberius Manlius Torquatus, Gnaeus Octavius

164 Aulus Manlius Torquatus, Quintus Cassius Longinus

163 Tiberius Sempronius Gracchus II, Marcus Juventius Thalna

162 Publius Cornelius Scipio Nasica Corculum I, Gaius Marcius Figulus I

161 Marcus Valerius Messalla, Gaius Fannius Strabo

160 Marcus Cornelius Cethegus, Lucius Anicius Gallus

159 Gnaeus Cornelius Dolabella, Marcus Fulvius Nobilior

158 Marcus Aemilius Lepidus, Gaius Popillius P.f. Laenas II

157 Servius Julius Caesar, Lucius Aurelius Orestes

156 Lucius Cornelius Lentulus Lupus, Gaius Marcius Figulus II

155 Publius Cornelius Scipio Nasica Corculum II, Marcus Claudius Marcellus II

154 Lucius Postumius Albinus, Quintus Opimius

153 Tiberius Annius Luscus, Quintus Fulvius Nobilior

152 Lucius Valerius Flaccus, Marcus Claudius Marcellus III

151 Aulus Postumius Albinus, Lucius Licinius Lucullus

150 Tiberius Quinctius Flaminius, M' Acilius Balbus

149 Manius Manilius, Marcius Censorinus

148 Spurius Postumius Albinus Magnus, Lucius Calpurnius Piso Caesoninus

147 Publius Cornelius Scipio Aemilianus Africanus I, Gaius Livius Drusus

146 Gnaeus Cornelius Lentulus, Lucius Mummius Achaicus

145 Quintus Fabius Maximus Aemilianus, Lucius Hostilius Mancinus

144 Servius Sulpicius Ser.f. Galba, Lucius Aurelius Cotta

143 Appius Claudius Pulcher, Quintus Caecilius Metellus Macedonicus

142 Quintus Fabius Maximus Servilianus, Lucius Caecilius Metellus Calvus

141 Gnaeus Servilius Caepio, Quintus Pompeius

140 Quintus Servilius Caepio, Gaius Laelius Sapiens

139 Gnaeus Calpurnius Piso, Marcus Popillius Laenas

138 Publius Cornelius Scipio Nasica Serapio, Junius Brutus Callaicus

137 Marcus Aemilius Lepidus Porcina, Gaius Hostilius Mancinus

136 Lucius Furius Philus, Sextus Atilius Serranus

135 Quintus Calpurnius Piso, Servius Fulvius Flaccus

134 Gaius Fulvius Flaccus, Publius Cornelius Scipio Africanus Aemilianus II

133 Lucius Calpurnius Piso Frugi, Publius Mucius Scaevola

132 Publius Popillius Laenas, Publius Rupilius

131 Lucius Valerius Flaccus, Publius Licinius Crassus Dives Mucianus

130 Lucius Cornelius Lentulus, Marcus Perperna. Consul suffectus: Ap. Claudius

129 Gaius Sempronius Tuditanus, Manius Aquillius

128 Titus Annius Rufus, Gnaeus Octavius

127 Lucius Cornelius Cinna, Lucius Cassius Longinus Ravilla

126 Marcus Aemilius Lepidus, Lucius Aurelius Orestes

125 Marcus Fulvius M.f. Flaccus, Marcus Plautius Hypsaeus

124 Gaius Cassius Longinus, Gaius Sextius Calvinus

123 Titus Quinctius Flaminius, Quintus Caecilius Metellus Balearicus

122 Gnaeus Domitius Ahenobarbus, Gaius Fannius

121 Quintus Fabius Maximus Allobrigicus, Lucius Opimius

120 Gaius Papirius Carbo, Publius Manilius

119 Lucius Aurelius Cotta, Lucius Caecilius Metellus Delmaticus

118 Quintus Marcius Rex, Marcus Porcius Cato

117 Lucius Caecilius Metellus Diadematus, Quintus Mucius Scaevola

116 Quintus Fabius Maximus Eburnus, Gaius Licinius Geta

115 Marcus Aemilius Scaurus, Marcus Caecilius Metellus

114 Manius Acilius Balbus, Gaius Porcius Cato

113 Gnaeus Papirius Carbo, Gaius Caecilius Metellus Caprarius

112 Lucius Calpurnius Piso Caesoninus, Marcus Livius Drusus

111 Publius Cornelius Scipio Nasica Serapio, Lucius Calpurnius Bestia

110 Spurius Postumius Albinus, Marcus Minucius Rufus

109 Quintus Caecilius Metellus Numidicus, Marcus Junius Silanus

108 Servius Sulpicius Galba, Lucius Hortensius. Consul suffectus: Marcus Aurelius Scaurus

107 Lucius Cassius Longinus, Gaius Marius I

106 Quintus Servilius Caepio, Gaius Atilius Serranus

105 Gnaeus Mallius Maximus, Publius Rutilius Rufus

104 Gaius Flavius Fimbria, Gaius Marius II

103 Lucius Aurelius Orestes, Gaius Marius III

102 Quintus Lutatius Catulus, Gaius Marius IIII

101 Manius Aquillius, Gaius Marius V

## Prvo stoljeće pr. Kr.
100 Lucius Valerius Flaccus, Gaius Marius VI

99 Aulus Postumius Albinus, Marcus Antonius Orator

98 Quintus Caecilius Metellus Nepos, Titus Didius

97 Gnaeus Cornelius Lentulus, Publius Licinius Crassus

96 Gaius Cassius Longinus, Gnaeus Domitius Ahenobarbus

95 Lucius Licinius Crassus, Quintus Mucius Scaevola Pontifex

94 Gaius Coelius Caldus, Lucius Domitius Ahenobarbus

93 Gaius Valerius Flaccus, Marcus Herennius

92 Gaius Claudius Pulcher, Marcus Perperna

91 Sextus Julius Caesar, Lucius Marcius Philippus

90 Lucius Julius Caesar, Publius Rutilius Lupus

89 Gnaeus Pompeius Strabo, Lucius Porcius Cato

88 Lucius Cornelius Sulla I, Quintus Pompeius Rufus

87 Lucius Cornelius Cinna I, Gnaeus Octavius

86 Lucius Cornelius Cinna II, Gaius Marius VII, Consul suffectus: Lucius Valerius Flaccus

85 Lucius Cornelius Cinna III, Gnaeus Papirius Carbo I

84 Lucius Cornelius Cinna IV, Gnaeus Papirius Carbo II

83 Lucius Cornelius Scipio Asiaticus Asiagenus, Gaius Norbanus

82 Gnaeus Papirius Carbo III, Gaius Marius Minus

81 Gnaeus Cornelius Dolabella, Marko Tulije DekulaMarcus Tullius Decula

80 Lucius Cornelius Sulla II, Quintus Caecilius Metellus Pius

79 Appius Claudius Pulcher, Publius Servilius Vatia

78 Marcus Aemilius Lepidus, Quintus Lutatius Catulus

77 Mamercus Aemilius Lepidus Livianus, Decimus Junius Brutus

76 Gnaeus Octavius, Gaius Scribonius Curio

75 Gaius Aurelius Cotta, Lucius Octavius

74 Marcus Aurelius Cotta, Lucius Licinius Lucullus

73 Gaius Cassius Longinus, Marcus Terentius Varro Lucullus

72 Gnaeus Cornelius Lentulus Clodianus, Lucius Gellius Publicola

71 Publius Cornelius Lentulus Sura, Gnaeus Aufidius Orestes

70 Marcus Licinius Crassus Dives I, Gnaeus Pompeius Magnus I

69 Quintus Caecilius Metellus Creticus, Quintus Hortensius

68 Lucius Caecilius Metellus, Quintus Marcius Rex

67 Manius Acilius Glabrio, Gaius Calpurnius Piso

66 Manius Aemilius Lepidus, Lucius Volcacius Tullus

65 Lucius Manlius Torquatus, Lucius Aurelius Cotta

64 Lucius Julius Caesar, Gaius Marcius Figulus

63 Gaius Antonius Hybrida, Marcus Tullius Cicero

62 Decimus Junius Silanus, Lucius Licinius Murena

61 Marcus Valerius Messalla Niger, Marcus Pupius Piso Frugi Calpurnianus

60 Lucius Afranius, Quintus Caecilius Metellus Celer

59 Gaius Julius Caesar I, Marcus Calpurnius Bibulus

58 Lucius Calpurnius Piso Caesoninus, Aulus Gabinius

57 Publius Cornelius Lentulus Spinther, Quintus Caecilius Metellus Nepos

56 Gnaeus Cornelius Lentulus Marcellinus, Lucius Marcius Philippus

55 Marcus Licinius Crassus Dives II, Gnaeus Pompeius Magnus II

54 Appius Claudius Pulcher,  Lucius Domitius Ahenobarbus

53 Marcus Valerius Messalla Rufus, Gnaeus Domitius Calvinus I

52 Quintus Caecilius Metellus Pius Scipio, Gnaeus Pompeius Magnus III

51 Marcus Claudius Marcellus, Servius Sulpicius Rufus

50 Lucius Aemilius Paullus, Gaius Claudius Marcellus Minor (rođak konzula iz 49. st. e., brat konzula iz 51. st. e.)

49 Lucius Cornelius Lentulus Crus, Gaius Claudius Marcellus Major(rođak konzula iz 51. i 50. st. e.)

48 Gaius Julius Caesar II, Publius Servilius Vatia Isauricus I

47 Quintus Fufius Calenus, Publius Vatinius

46 Gaius Julius Caesar III, Marcus Aemilius Lepidus I

45 Gaius Julius Caesar IV, bez kolege

44 Gaius Julius Caesar V, Marcus Antonius I. Consul suffectus: Imperator Caesar Augustus I, bez kolege

43 Aulus Hirtius, Gaius Vibius Pansa Caetronianus

42 Marcus Aemilius Lepidus II, Lucius Munatius Plancus

41 Publius Servilius Isauricus II, Lucius Antonius

40 Gaius Asinius Pollio, Gnaeus Domitius Calvinus II

39 Gaius Calvisius Sabinus, Lucius Marcius Censorinus

38 Appius Claudius Pulcher, Gaius Norbanus Flaccus

37 Lucius Caninius Gallus, Marcus Vipsanius Agrippa I

36 Marcus Cocceius Nerva, Lucius Gellius Publicola

35 Lucius Cornificius, Sextus Pompeius

34 Marcus Antonius II, Lucije Skribonije LibonLucius Scribonius Libo. Consul suffectus: Aemilius Lepidus Paullus

33 Imperator Caesar Augustus II, Lucius Volcacius Tullus

32 Gnaeus Domitius Ahenobarbus, Gaius Sosius

31 Imperator Caesar Augustus III, Marcus Valerius Messalla Corvinus

## Drugo stoljeće
- Marcus Cornelius Fronto

## Legenda
Rimski broj označuje koji put ista osoba obnaša dužnost konzula.
- f. = filius ("sin")
- n. = nepos ("nećak")
- A.f. = Auli filius ("Aulov sin")
- Ap.f. = Appii filius ("Apijev sin")
- C.f. = Gai filius ("Gajev sin")
- Cn.f. = Gnei filius ("Gnejev sin")
- D.f. = Decimi filius ("Decimov sin")
- K.f. = Kaesonis filius ("Kezonov sin")
- L.f. = Lucii filius ("Lucijev sin")
- L.n. = Lucii nepos ("Lucijev nećak")
- M.f. = Marci filius ("Markov sin")
- M'.f. = Manii filius ("Manijev sin")
- Mam.f. = Mamerci filius ("Mamerkov sin")
- Man.f. = Manlii filius ("Manlijev sin")
- N.f. = Numerii filius ("Numerijev sin")
- Opit.f = Opitri filius ("Opiterov sin")
- P.f. = Publii filius ("Publijev sin")
- Q.f. = Quinti filius ("Kvintov sin")
- Q.n. = Quinti nepos ("Kvintov nećak")
- Ser.f. = Servii filius ("Servijev sin")
- Sex. = Sextus (= Sekstus)
- Sex.f. = Sexti filius ("Sekstov sin")
- Sp.f. = Spurii filius ("Spurijev sin")
- T.f. = Titi filius ("Titov sin")
- Ti.f. = Tiberii filius ("Tiberijev sin")
- Vop.f. = Vopisci filius ("Vopiskov sin")

## Poveznice
- Popis konzula ranog Rimskog Carstva
- Popis konzula kasnog Rimskog Carstva